# Melicerita ejuncida
Melicerita ejuncida är en mossdjursart som beskrevs av Gordon 1986. Melicerita ejuncida ingår i släktet Melicerita och familjen Cellariidae. Inga underarter finns listade i Catalogue of Life.